# Бран Ардхенн

Ирландия в VIII — первой трети IX века

Бран Ардхенн (Бран мак Муйредайг; др.‑ирл. Bran Ardchenn, Bran mac Muiredaig; убит 6 мая 795) — король Лейнстера (785—795; в 780—782 — король-соправитель) из рода Уи Дунлайнге.

## Биография
Бран был сыном Муйредаха мак Мурхадо. Его отец возглавлял септ Уи Муйредайг, одну из частей лейнстерского рода Уи Дунлайнге, а с 738 года и до своей смерти носил также титул короля Лейнстера. После кончины Муйредаха, умершего в 760 году, лейнстерский престол занимали один за другим два двоюродных брата Брана Ардхенна, Келлах мак Дунхада и Руайдри мак Фаэлайн. Последний из них стал королём в 776 году.
В первые годы своего правления Руайдри поддерживал дружественные отношения с верховным королём Ирландии Доннхадом Миди. Однако в 780 году мир между ними был расторгнут. Возможно, причиной этого стало вмешательство Доннхада в лейнстерские междоусобия на стороне своего зятя Брана Ардхенна, женатого на Этне, по одним данным — дочери, по другим — сестре верховного короля. Ирландские анналы сообщают, что Руайдри мак Фаэлайн вместе с подчинённым ему правителем суб-королевства Уи Хеннселайг Кайрпре мак Лайдкненом совершил поход в королевство Миде, однако в сражении при Охтар Охе (около Килкока) потерпел сокрушительное поражение от верховного короля Ирландии. Преследуя отступавшего Руайдри, Доннхад вторгся в его владения и разорил их, не пощадив и церквей. Позднее в этом же году в Таре состоялась встреча между Уи Нейллами, к которым принадлежал Доннхад Миди, и правителями Лейнстера. На собрании присутствовали многие знатные светские лица, а также представители ирландского духовенства во главе с лидером калди Дублиттером. Итогом встречи стало заключение мира между враждовавшими сторонами. Предполагается, что одним из его условий было провозглашение Брана Ардхенна королём-соправителем Лейнстера.
Двоевластие продержалось в королевстве только два года. Уже в 782 году между королями-соправителями началась война, во время которой Руайдри разбил войско своего соперника при Карраге (около Килдэра). Во время этого сражения Бран попал в плен, а многие его сторонники, включая короля Уи Файльги Мугрона мак Флайнна, погибли. Вероятно, после этой битвы Бран перестал быть королём-соправителем Лейнстера.
О деятельности Брана Ардхенна в ближайшие два года после поражение при Карраге ничего неизвестно. Следующее сообщение о нём исторических источников датировано 785 годом, когда сообщается, что после смерти короля Руайдри мак Фаэлайна, несмотря на наличие у того сыновей, Бран занял престол Лейнстера.
Правление Брана Ардхенна в анналах освещается очень скупо. Историкам известно только то, что он поддерживал прекрасные отношения со своим родственником, верховным королём Ирландии Доннхадом Миди, который в 794 году оказал правителю Лейнстера военную помощь в конфликте с королём Мунстера Артри мак Катайлом. О совместном посещении Доннхадом и Браном ирландских церковных святынь рассказывается и в поэме «О принадлежащих к семье Эхдаха Арда» автора первой половины IX века Ортанаха уа Каэлама Куйррига.
Несмотря на поддержку верховного короля, уже в следующем году король Лейнстера был убит. 6 мая 795 года, во время поездки по своему королевству, Бран и его жена Этне были заживо сожжены в церкви селения Келл Куйле Думай (около современного Страдбалли). Организатором убийства короля был его двоюродный племянник Финснехта Четырёхглазый, который и стал новым правителем Лейнстера. Анналы ничего не сообщают о недовольстве среди лейнстерцев этим преступлением, что, вероятно, свидетельствует о том, что правление Брана Ардхенна было непопулярно среди его подданных. Также ничего неизвестно и о реакции на убийство своих близких родственников верховного короля Ирландии. Историки связывают это с упадком влияния Доннхада Миди на события на острове в последние годы его правления.
От брака с Этне король Бран Ардхенн имел, по крайней мере, двух сыновей: Келлаха, занимавшего престол Лейнстера в 829—834 годах, и Муйредаха, несколько ранее этого времени бывшего королём-соправителем.